# Riben, Plevna
Riben (în bulgară Рибен) este un sat în comuna Dolna Mitropolia, regiunea Plevna,  Bulgaria. 

## Demografie
Componența etnică a satului Riben
     Bulgari (34,69%)
     Romi (2,76%)
     Nicio identificare (62,09%)
     Altele (0,43%)
La recensământul din 2011, populația satului Riben era de 686 locuitori. Nu există o etnie majoritară, locuitorii fiind bulgari (34,69%) și romi (2,76%). Pentru 62,09% din locuitori nu este cunoscută apartenența etnică.